# Państwowy Zespół Szkół Plastycznych im. Leona Wyczółkowskiego w Bydgoszczy
Państwowy Zespół Szkół Plastycznych im. Leona Wyczółkowskiego w Bydgoszczy – zespół szkół plastycznych w Bydgoszczy. Zespół szkół podlega i jest nadzorowany przez Ministerstwo Kultury, Dziedzictwa Narodowego i Sportu za pośrednictwem Centrum Edukacji Artystycznej.

## Szkoły tworzące zespół
W skład zespołu szkół wchodzą:
- Państwowa Ogólnokształcąca Szkoła Sztuk Pięknych – szkoła o sześcioletnim cyklu kształcenia, dająca wykształcenie w zawodzie plastyk oraz wykształcenie ogólne w zakresie gimnazjum i liceum ogólnokształcącego, umożliwiająca uzyskanie świadectwa dojrzałości po zdaniu egzaminu maturalnego,
- Liceum Plastyczne – szkoła o czteroletnim cyklu kształcenia, dająca wykształcenie w zawodzie plastyk oraz wykształcenie ogólne w zakresie liceum ogólnokształcącego, umożliwiająca uzyskanie świadectwa dojrzałości po zdaniu egzaminu maturalnego,
- Policealne Studium Plastyczne – szkołą o dwuletnim cyklu kształcenia na podbudowie programowej szkoły średniej, dająca wykształcenie artystyczno-zawodowe.

## Edukacja artystyczna
Program nauczania w szkołach obejmuje przygotowanie artystyczne i warsztatowe w specjalnościach:
- reklama wizualna,
- techniki graficzne.

Szkoły posiadają unikatowe w skali kraju pracownie warsztatowe. Kształcenie artystyczne odbywa się na zajęciach rysunku i malarstwa, rzeźby, podstaw projektowania, historii sztuki oraz podstaw fotografii i filmu.
Formą pozalekcyjnej edukacji młodzieży są coroczne plenery malarskie, rzeźbiarskie oraz graficzne dla klas starszych i organizowane ogólnopolskie prezentacje dyplomów w zakresie grafiki projektowej (w formie biennale).

## Historia szkoły

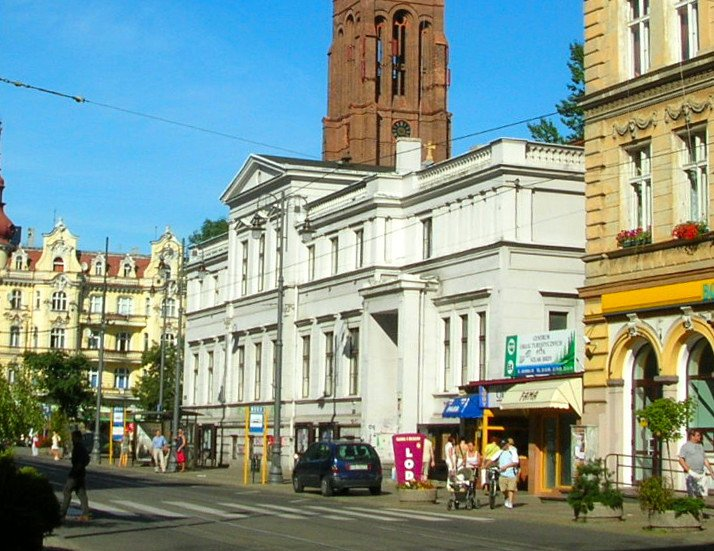
Pomorski Dom Sztuki – dawna siedziba Państwowego Liceum Sztuk Plastycznych w Bydgoszczy przy ul. Gdańskiej 20

1 listopada 1945 z inicjatywy Mariana Turwida rozpoczęło działalność Wolne Studium Artystyczne z siedzibą w Pomorskim Domu Sztuki przy ówczesnej alei 1 Maja 20 (dziś ul. Gdańska 20). Stanowisko dyrektora objął założyciel placówki. W 1947 studium zostało upaństwowione i przekształcone w Państwowe Liceum Technik Plastycznych.
W latach 1961–1962 nastąpiły kolejne zmiany. Szkoła została przekształcona w Państwowe Liceum Sztuk Plastycznych. Jego absolwenci po 5-letniej nauce i egzaminie maturalnym, otrzymywali tytuł technika w specjalnościach grafika lub dekoratorstwo.
W 1982 szkołę przeniesiono do budynku przy ul. Konarskiego 2.
Od roku 1999, przy okazji kolejnej reformy oświaty, placówka rozpoczęła kształcenie w zakresie gimnazjum i liceum ogólnokształcącego jako Ogólnokształcąca Szkoła Sztuk Pięknych. Trzy lata później, razem z nowo powołanym liceum plastycznym utworzyły Państwowy Zespół Szkół Plastycznych.

## Dyrektorzy placówki
- mgr Marian Turwid od 1 listopada 1945 do 31 sierpnia 1972
- dr Alojzy Lemański od 1 września 1972 do 31 sierpnia 1987
- mgr Stanisław Matuszczak od 1 września 1987 do 31 sierpnia 1991
- mgr Elżbieta Jolanta Szymańska od 1 września 1991

## Absolwenci
- Grzegorz Bednarski
- Cezary Bodzianowski
- Włodzimierz Bykowski
- Krzysztof Izdebski-Cruz
- Piotr Gojowy
- Jan Kaja
- Renata Kowalczyk
- Robert Knuth
- Stanisław Lejkowski[4]
- Kazimierz Lemańczyk
- Roman Michałowski
- Zbigniew Opalewski
- Jacek Soliński
- Henryk Starikiewicz[5]
- Marian Stępak
- Jan Zwolicki